# Stormarnas ocean
Stormarnas ocean (latin: Oceanus Procellarum) är det största av månhaven och utgör en basaltisk lavaslätt på månens framsida. Slätten bildades för mellan 3,1 miljarder och 3,5 miljarder år sedan. Stormarnas ocean sträcker sig 2 500 km i nord-sydlig riktning, och täcker en yta av 1 692 000 km², och ligger i anslutning till de mindre månhaven Molnens hav (Mare Nubium), Vätskornas hav (Mare Humorum) och Regnens hav (Mare Imbrium).
Slätten är gigantisk och oregelbundet formad och innehåller en mycket stor mängd kratrar, bergskedjor och andra formationer, såsom exempelvis kratern Aristarchus, och den stora kratern Copernicus.

## Namngivning
Det latinska namnet omnämns för första gången i Jan Hevelius verk Selenographia från 1647. Namnet blev officiell internationell standard efter en omröstning i generalförsamlingen för den Internationella astronomiska unionen (IAU) 1935.

## Geologi
Vulkanutbrott på Aristarchusplatån är troligtvis källan till en stor del av materialet i Stormarnas ocean. I oceanen beräknas den totala volymen basalt vara 8,7 × 105 km3, vilket är cirka 10 procent av den totala volymen på månen. Detta innebär att slätten innehar den största oavbrutna förekomsten av basalt på månen.
En teori gör gällande att Stormarnas ocean bildades där det ligger på grund av ett gigantisk nedslag som skedde då månens yta ännu var flytande, eller delvis flytande. Stormarnas ocean är enligt den teorin endast en del av den nordvästra delen av nedslagskratern. På grund av att det finns en koncentration av radioaktiva grundämnen där under har stora mängder basalt smält och blivit lava som därefter kunnat tränga upp och nå ytan. Något som underlättats av att nedslaget ledde till att ytan i området blev tunnare. Det anses då vara förklaringen till varför vulkanismen har varit extra omfattande där.
Analyser av albedon och den spektrisk reflektionsförmågan av basaltet i Stormarnas ocean pekar på att det troligtvis har tillkommit vid fyra olika tillfällen då lava strömmat upp från månens inre och bildat lager som vardera tros vara några hundra meter tjocka.

## Månlandningar på Stormarnas ocean
Den sovjetiska sonden Luna 9 mjuklandade på Stormarnas ocean den 31 januari 1966. Den 24 december samma år landade sonden Luna 13 där.
Den första amerikanska mjuklandningen på en annan himlakropp gjordes i Stormarnas ocean av sonden Surveyor 1, den 2 juni 1966. Sonden tog 11 240 fotografier av landningsplatsen och mätte även temperatur och radarreflektiviteten i området. Den 20 april året därpå landade den amerikanska sonden Surveyor 3 i området. Surveyor 3 hade instrument för att kontrollera hållfastheten av månmaterialet och kunde gräva små diken. Detta övervakades och analyserades genom de 6 326 bilder som skickades tillbaka till jorden. I november 1969 landade Apollo 12 på den östra delen av Stormarnas ocean där astronauterna undersökte Surveyor 3 och samlade ihop 34 kg material vilket togs med tillbaka till jorden.

## Galleri

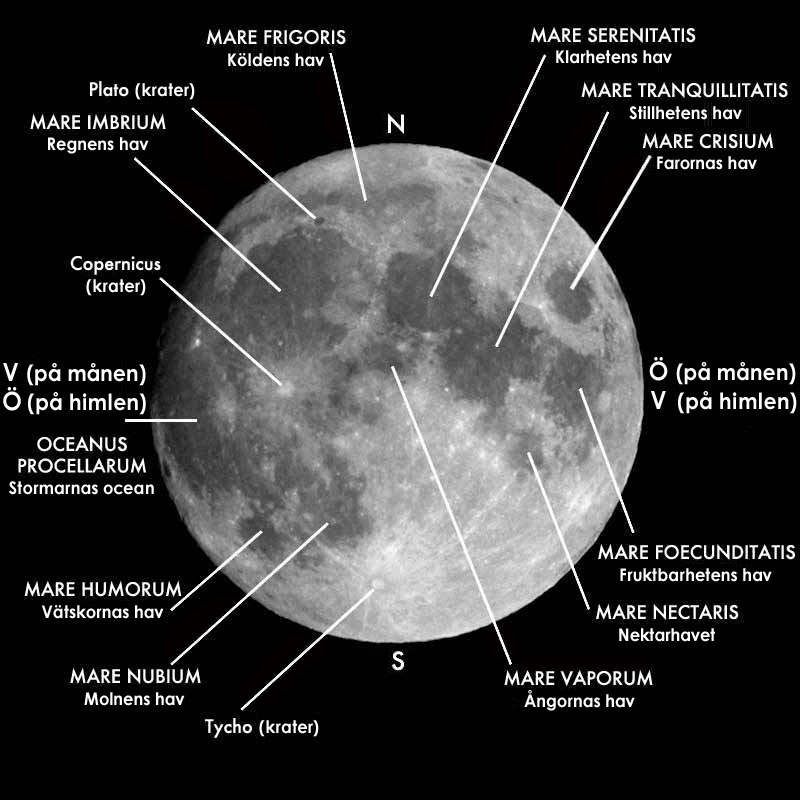
Namnen på de större månhaven och några kratrar på månens framsida. Oceanus Procellarum befinner sig till vänster på bilden.
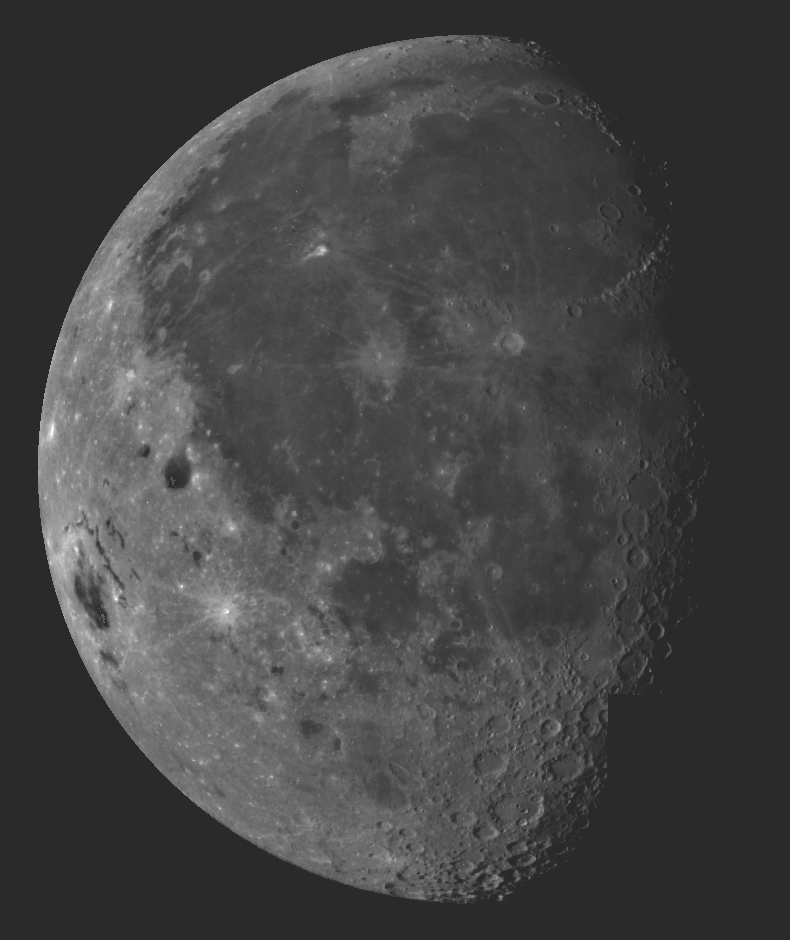
Stormarnas ocean är det stora månhavet i mitten och i det övre vänstra hörnet av bilden.
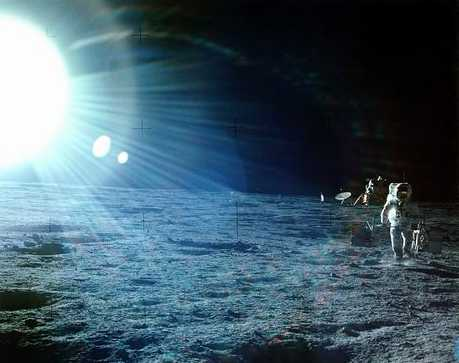
Astronauten Alan Bean blev den fjärde personen att gå på månen då han klev ut ur landaren i den östra delen av Stormarnas ocean.
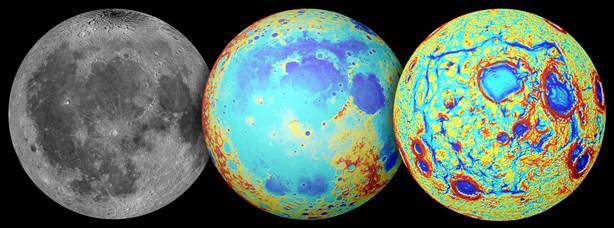
Uråldriga sprickdalar på fotografi från den 1 oktober 2014.
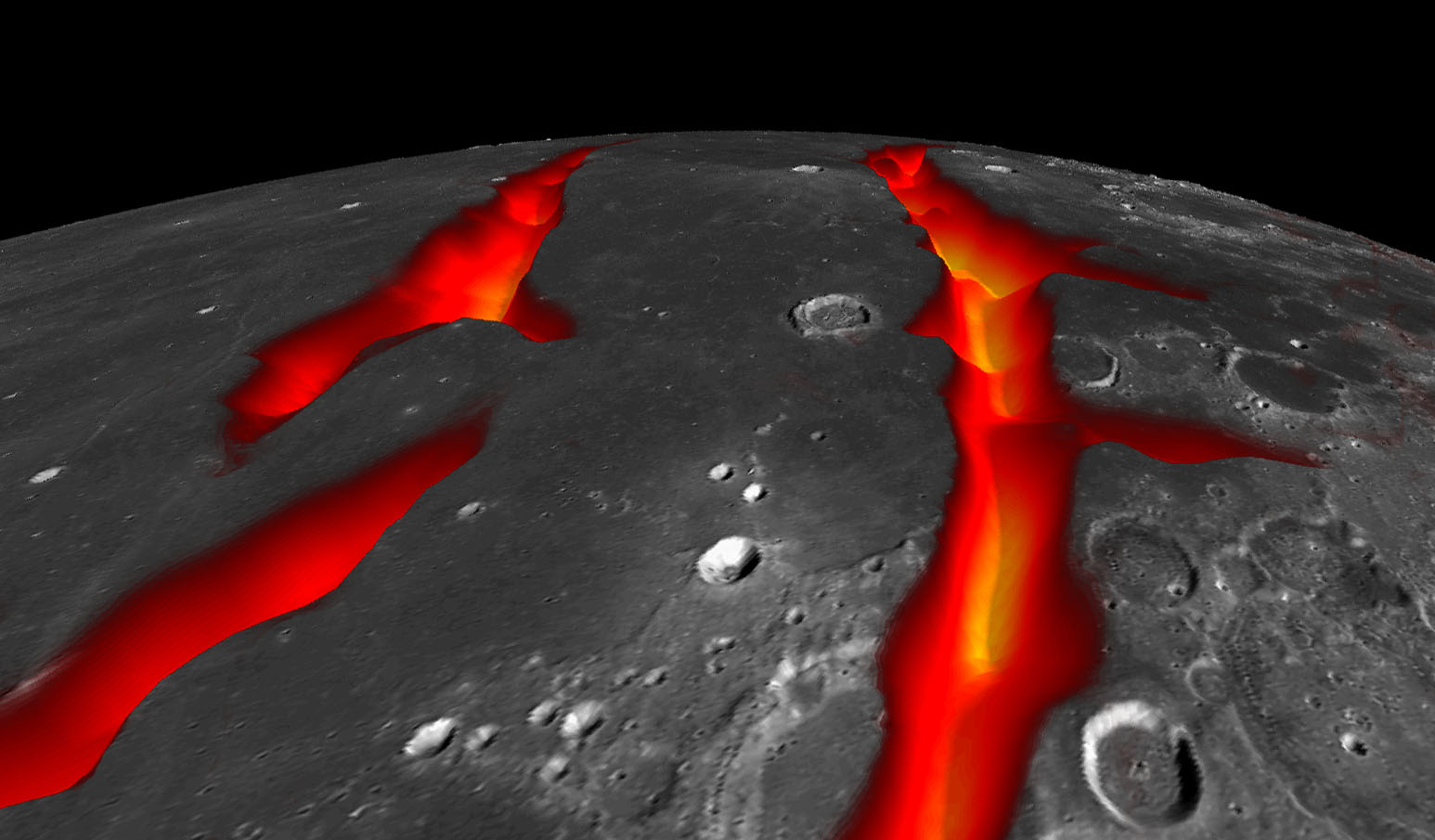
En konstnärs tolkning av sprickdalarna.